# Adolf Brudes
Adolf Brudes (Breslau, 1899. október 15. – Bréma, 1986. november 5.) német autóversenyző.

## Pályafutása
1940-ben a harmadik helyen zárt a Mille Miglián.
1952-ben részt vett hazája világbajnoki Formula–1-es versenyén. A futamon technikai problémák miatt azonban nem ért célba.
53-ban rajthoz állt a Le Mans-i 24 óráson.
Ezentúl olyan legendás futamokon szerepelt, mint a Carrera Panamericana, valamint az 1000 kilométeres Buenos Aires-i verseny.

## Eredményei

### Teljes Formula–1-es eredménysorozata
(Táblázat értelmezése)

(Félkövér: pole-pozícióból indult; dőlt: leggyorsabb kört futott) 

| Év   | Csapat       | Modell     | Motor          | 1   | 2   | 3   | 4   | 5   | 6      | 7   | 8   | Helyezés | Pont |
| ---- | ------------ | ---------- | -------------- | --- | --- | --- | --- | --- | ------ | --- | --- | -------- | ---- |
| 1952 | Adolf Brudes | Veritas RS | BMW Straight-6 | SUI | 500 | BEL | FRA | GBR | GER Ki | NED | ITA | -        | 0    |

### Le Mans-i 24 órás autóverseny
| Év   | Csapat        | Autó                          | Csapattárs         | Helyezés |
| ---- | ------------- | ----------------------------- | ------------------ | -------- |
| 1953 | Borgward GmbH | Borgward 1500 Rennsport Coupé | Hans-Hugo Hartmann | Kiesett  |